# Строфарія синьо–зелена
Строфарія синьо-зелена (Stropharia aeruginosa) — вид грибів родини Строфарієві (Strophariaceae)

## Будова

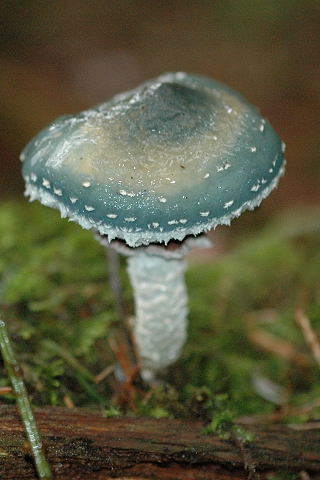

Строфарія синьо-зелена має досить мінливий окрас шапинки. У одних плодових тіл вона здається жовтувато-яскраво-зеленою, у других — блакитно-зеленуватою, а в третіх — жовтуватою. Діаметр шапки у цього гриба до 8 см. Її форма у молодих плодових тіл нагадує широкий дзвоник, у дорослих — плоско розпростерта. У молодих грибів пластинки прирослі, широкі, досить рідкі, дещо світліші за шапинку, у зрілих — фіолетово–бурі. Ніжка завдовжки до 10 см, завтовшки — до 1 см. Вона здається циліндричною, має колір шапки або світліша за неї. Споровий порошок пурпурно-коричневий.

## Поширення та середовище існування
Поширений в Азії, Північній Америці, Європі. В Україні поширений в Карпатах, Поліссі, Лісостепу, Степу. Зустрічається у хвойних та мішаних лісах на гнилій деревині, ґрунті групами, з серпня до жовтня.

## Практичне використання
Строфарія синьо-зелена — неїстівний шапковий гриб, небезпечний для життя. Однак існують свідчення, що гриб їстівний і придатний до споживання після відварювання.